# Titanattus
Titanattus Peckham & Peckham, 1885 è un genere di ragni appartenente alla famiglia Salticidae.

## Etimologia
Il nome di questo genere è composto da una prima parte che deriva dai Titani della mitologia greca, a causa delle grandi dimensioni, nell'ambito della famiglia, e dal suffisso -attus, caratteristico di vari generi della famiglia Salticidae, un tempo denominata Attidae.

## Distribuzione
Le sette specie note di questo genere sono diffuse in America centrale e meridionale, soprattutto in Brasile, Panama e Argentina; inoltre T. novarai è endemica del solo Venezuela, mentre T. saevus lo è del solo Guatemala.

## Tassonomia
A maggio 2010, si compone di sette specie:
- Titanattus cretatus Chickering, 1946 — Panama
- Titanattus notabilis (Mello-Leitão, 1943) — Brasile, Argentina
- Titanattus novarai Caporiacco, 1955 — Venezuela
- Titanattus paganus Chickering, 1946 — Panama
- Titanattus pallidus Mello-Leitão, 1943 — Brasile
- Titanattus pegaseus Simon, 1900 — Brasile
- Titanattus saevus Peckham & Peckham, 1885[2] — Guatemala

### Nomen dubium
- Titanattus juduliani Simon, 1900 è da ritenersi nomen dubium a seguito di uno studio dell'aracnologa Galiano del 1963[1].